# Melodifestivalen 1986

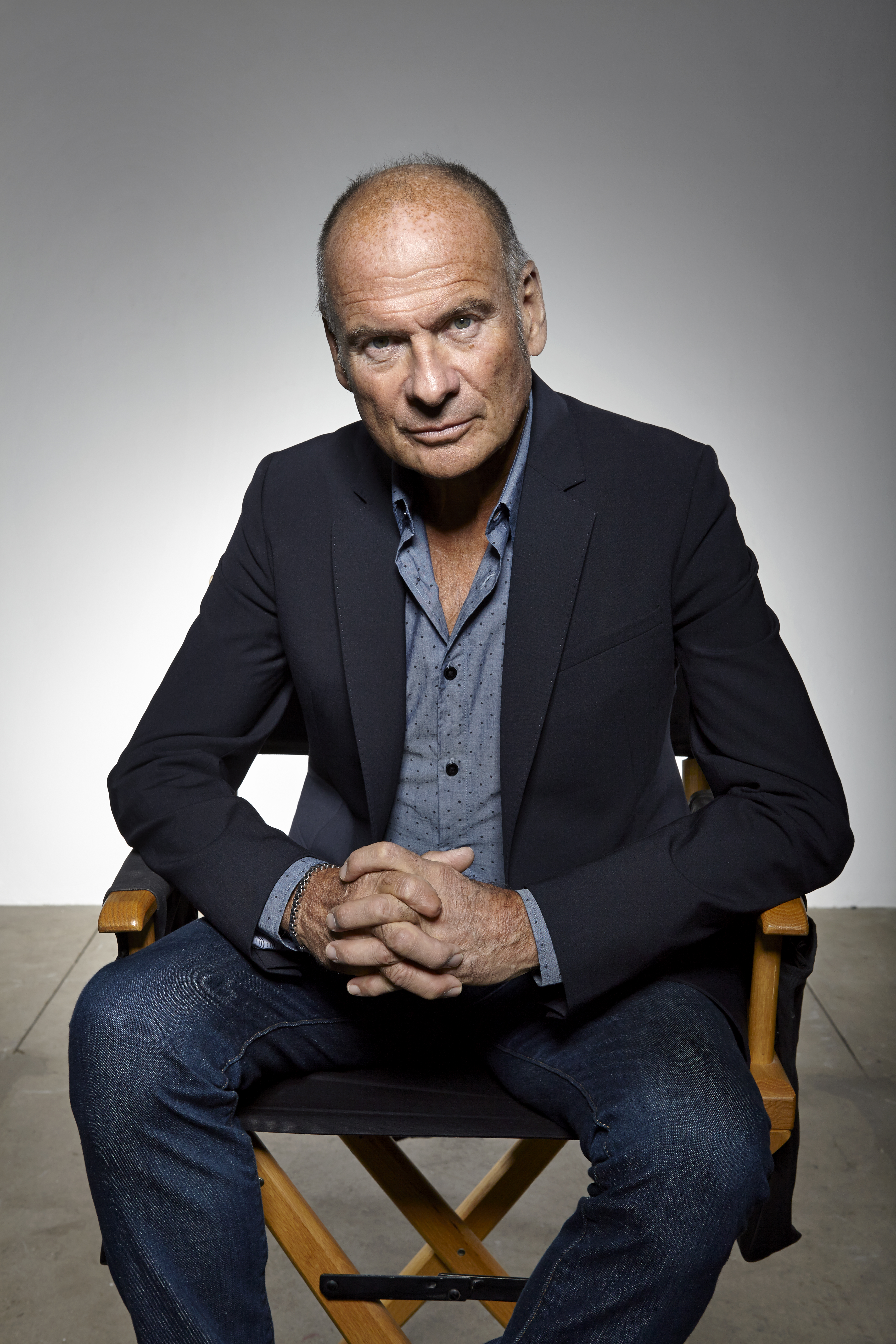
El artista y compositor Lasse Holm.

El Melodifestivalen 1986 fue retransmitido el 22 de marzo desde el Cirkus de Estocolmo. Los presentadores fueron Lennart Swahn y Tommy Engstrand.
Fue una extraña edición ya que, para ahorrar dinero, no se contó con una orquesta en el escenario. En su lugar, se editaron 10 vídeos y el jurado eligió cinco finalistas entre todos ellos que pasaron a actuar sobre el escenario.
Los grandes favoritos antes del festival eran Lena Philipsson y Style.
| Nr. | Artista                     | Canción                          | Texto/Música                                          | Puntos | Posición |
| --- | --------------------------- | -------------------------------- | ----------------------------------------------------- | ------ | -------- |
| 1   | Dan Tillberg                | ABCD                             | Svante Persson, Dan Tillberg y Ingela 'Pling' Forsman | -      | -        |
| 2   | Git Persson                 | Du förför mig                    | Anders Berglund y Lotta Winberg                       | -      | -        |
| 3   | Style                       | Dover-Calais                     | Tommy Ekman y Christer Sandelin                       | 33     | 3        |
| 4   | Lasse Holm y Monica Törnell | Är det de' här du kallar kärlek? | Lasse Holm                                            | 64     | 1        |
| 5   | Anna Book                   | ABC                              | Martin Contra, Björn Frisén y Keith Almgren           | 24     | 5        |
| 6   | Sound of Music              | Eldorado                         | Peter Grönvall, Angélique Widengren y Nanne Nordqvist | 26     | 4        |
| 7   | Baden-Baden                 | Jag har en dröm                  | Martin Contra, Björn Frisén y Keith Almgren           | -      | -        |
| 8   | Fredrik Willstrand          | Fem i tolv                       | Joakim Bergman y Monica Forsberg                      | -      | -        |
| 9   | Lena Philipsson             | Kärleken är evig                 | Torgny Söderberg y Per Gessle                         | 42     | 2        |
| 10  | Karin Risberg               | Stopp, stopp, stanna             | Kjell Lövbom y Peo Thyrén                             | -      | -        |

## Sistema de Votación
Tras la pausa musical, el jurado anunció las cinco canciones que pasarían a la siguiente ronda. Los nueve jurados (clasificados por edades) otorgaban de 1, 2, 4, 6 a 8 puntos a cada canción.
| Artista        | 16-20 | 21-25 | 26-30 | 31-35 | 36-40 | 41-45 | 46-50 | 51-55 | 56-60 | Total | Posición |
| -------------- | ----- | ----- | ----- | ----- | ----- | ----- | ----- | ----- | ----- | ----- | -------- |
| Holm/Törnell   | 8     | 8     | 8     | 6     | 6     | 6     | 8     | 8     | 6     | 64    | 1        |
| Style          | 6     | 2     | 4     | 4     | 1     | 1     | 1     | 6     | 8     | 33    | 3        |
| Lena Ph.       | 1     | 6     | 1     | 8     | 8     | 8     | 4     | 2     | 4     | 42    | 2        |
| Anna Book      | 2     | 4     | 6     | 2     | 2     | 4     | 2     | 1     | 1     | 24    | 5        |
| Sound of Music | 4     | 1     | 2     | 1     | 4     | 2     | 6     | 4     | 2     | 26    | 4        |